# Sanaba Kaba
Pour les articles homonymes, voir Kaba.
Sanaba Kaba, est une personnalité politique et ancienne ministre guinéenne.

## Carrière professionnelle
Elle est conseillère à la présidence de la République avant de devenir ministre de l'Action sociale, de la Promotion féminine et de l'Enfance dans trois gouvernements successifs : les gouvernements Said Fofana 2, Youla et Kassory.
Depuis le 20 mai 2019, elle est présidente de l'Agence nationale d'inclusion économique et sociale.